# Сена (име)
Сена је женско име, варијанта имена Сенка или Ксенија, али би могло бити и варијанта имена Селена, које потиче из грчког језика и име је богиње Месеца.

## Популарност
Занимљиво је да је ово име било међу првих 1.000 по популарности у јужној Аустралији 2005. године. У Словенији је 2007. ово име било на 1.195. месту.

## Занимљивост
Постоје два насеља која носе ово име; у Словачкој и на Тајланду.